# Chinju (cratera)
Chinju é uma cratera marciana. Tem como característica 66.6 quilômetros de diâmetro. Deve o seu nome a Jinju, uma cidade na Coreia do Sul.